# Regnitzlosau
Regnitzlosau is een plaats in de Duitse deelstaat Beieren en maakt deel uit van het Landkreis Hof.
Regnitzlosau telt 2.298 inwoners.
Bad Steben ·
Berg ·
Döhlau ·
Feilitzsch ·
Gattendorf ·
Geroldsgrün ·
Helmbrechts ·
Issigau ·
Köditz ·
Konradsreuth ·
Leupoldsgrün ·
Lichtenberg ·
Münchberg ·
Naila ·
Oberkotzau ·
Regnitzlosau ·
Rehau ·
Schauenstein ·
Schwarzenbach a.Wald ·
Schwarzenbach a.d.Saale ·
Selbitz ·
Sparneck ·
Stammbach ·
Töpen ·
Trogen ·
Weißdorf ·
Zell